# Pedro Humberto Allende
Pedro Humberto Allende Sarón (Santiago, 29 de julio de 1885-ibídem, 17 de agosto de 1959) fue uno de los principales compositores chilenos, merecedor del Premio Nacional de Arte en 1945.

## Biografía
Su padre, Juan Rafael Allende, se distinguió como un actor, escritor y periodista combativo y anticlerical mientras que su madre, Celia Sarón, de origen francés, fue una «distinguida pianista y maestra e inspiradora artística de sus hijos». 
Cuando tenía seis años, la quinta campestre de la familia fue saqueada, entregada a la soldadesca truinfante tras las batallas de la guerra civil de 1891, debido al apoyo público de su padre a la causa del presidente José Manuel Balmaceda.
Su primer contacto académico con la música se debió a su hermano mayor, Juan Rafael Allende, profesor del Conservatorio Nacional. Más tarde, ingresó a dicho plantel, donde fue alumno de los maestros Agustín Reyes, Aurelio Silva, Carlos Debuysère, Domingo Brescia, Luis Esteban Giarda y Federico Stöber, con quienes aprendió teoría, solfeo, violín, piano, violonchelo, armonía, contrapunto, fuga y composición. 
En 1908 se tituló de profesor y obtuvo diplomas de armonía, composición, violín y canto. Dos años después, en el marco de las festividades del Centenario de Chile, participó en un concurso musical y ganó un premio de mil quinientos pesos. Entre sus alumnos destacan Alfonso Leng, Carlos Isamitt, René Amengual, Alfonso Letelier, Pedro Núñez Navarrete, Gustavo Becerra, Juan Orrego Salas, Carlos Riesco, Jorge Peña Hen y Eduardo Maturana.
Viajó a Europa en 1911, comisionado ad honorem por el gobierno chileno, para perfeccionar sus conocimientos. Visitó Portugal, España, Italia, Suiza, Alemania, Holanda y Bélgica. A su regreso, presentó una memoria en que señaló algunas reformas que se introdujeron en el Conservatorio, del que fue profesor. Al año siguiente, efectuó un nuevo viaje a Europa, cosechando relevantes triunfos en España. Ofreció conferencias sobre música en diversos países. en Chile, Alemania, España y Francia, referidas a distintos puntos del arte musical. Enseñó también en la Escuela Normal N.º 1 de Santiago y en la Abelardo Núñez; y en los liceos Lastarria, de Aplicación y Valentín Letelier, entre otros establecimientos. Participó asimismo en encuentros artísticos internacionales.
Fue el primer presidente de la Asociación Nacional de Compositores de Chile, cuando esta se fundó en 1936.
«Allende fue el pionero del nacionalismo musical en Chile, destacándose por su hábil integración de los recursos propios de la música de arte con elementos tomados del folclor campesino y urbano del país. De la música académica recurrió principalmente a la estética impresionista (armonía no funcional, cromatismos y modalidad), que supo aunar con ritmos y sonoridades del folclor aborigen y mestizo (mapuche, tonada, cueca y pregones urbanos)».
Entre sus obras destaca su Concierto sinfónico para violoncello y orquesta, que resalta tanto por sus recursos como por el interés que provocó en el francés Claude Debussy.
De su matrimonio con Tegualda Ponce, tuvo dos hijas: Tegualda e Ikela.

## Premios
- Premio Nacional de Arte 1945 (categoría Música)

## Obra

### Catálogo de obras
| Año       | Obra                                                               | Tipo de obra                                                    |
| --------- | ------------------------------------------------------------------ | --------------------------------------------------------------- |
| 1903      | Andante y Allegro para orquesta de cuerdas                         | Obra para orquesta (Cámara)                                     |
| 1904      | Obertura en Sol mayor                                              | Obra para orquesta (Cámara)                                     |
| 1904      | Ave María                                                          | Obra para canto e instrumento (Canto y Piano)                   |
| 1905      | Montes y Castillos                                                 | Obra para orquesta y solista (Cámara y Soprano)                 |
| 1906      | Solicitude                                                         | Obra para orquesta y solista (Orquesta y Soprano)               |
| 1906      | Marcha en Do"                                                      | Obra solista (Piano)                                            |
| 1906      | Tempo di Gavotta en Re                                             | Obra solista (Piano)                                            |
| 1906      | Sarabanda y Minuetto                                               | Obra Instrumental (Cuarteto de Cuerdas)                         |
| 1907      | teclas negras                                                      | Obra solista (Piano)                                            |
| 1907      | Sonidos Concomitantes                                              | Obra solista (Piano)                                            |
| 1907      | Vals en Mi Mayor'"                                                 | Obra solista (Piano)                                            |
| 1907      | tema con variaciones                                               | Obra solista (Piano)                                            |
| 1907      | Rondó alla Mozart                                                  | Obra solista (Piano)                                            |
| 1907      | Berceuse                                                           | Obra instrumental (Dúo para Violín y Piano)                     |
| 1907      | Un lego que pide plata                                             | Obra para canto e instrumento (Canto y Guitarra)                |
| 1908      | Himno a Barros Arana. Soprano, coro femenino y orquesta de cuerdas | Obra para orquesta y solista (Himno)                            |
| 1908      | La violeta                                                         | Obra coral                                                      |
| 1908      | Rondó en Re                                                        | Obra solista (Piano)                                            |
| 1908      | Rondó en Sol                                                       | Obra solista (Piano)                                            |
| 1909      | Sonata en do menor (Inconclusa)                                    | Obra solista (Piano)                                            |
| 1909      | Fuga en Do                                                         | Obra instrumental (Violín, Viola y dos Violonchelos)            |
| 1909      | Sonata en Re mayor                                                 | Obra solista (Piano)                                            |
| 1909      | Polonesa en Si                                                     | Obra solista (Piano)                                            |
| 1909      | Minuetto en Re                                                     | Obra solista (Piano)                                            |
| 1909      | Rondó en La menor                                                  | Obra solista (Piano)                                            |
| 1910      | Sinfonía en Si bemol (Inconclusa)                                  | Obra orquestal (Sinfonía)                                       |
| 1911      | Albumblatt                                                         | Obra solista (Piano)                                            |
| 1911      | Himno Escuela José Abelardo Núñez                                  | Obra coral                                                      |
| 1911      | Himno de la Asociación de Educación Musical. Coro mixto y orquesta | Obra para orquesta y solista (Himno)                            |
| 1912      | Canto fúnebre                                                      | Obra coral                                                      |
| 1912      | Himno de la Escuela Normal No. 1                                   | Obra para orquesta de cuerdas, solista y Coro femenino (Himno)  |
| 1913      | Escenas Campesinas Chilenas                                        | Obra orquestal                                                  |
| 1913      | Saludo a Chile                                                     | Obra Coral                                                      |
| 1913      | Paisaje Chileno                                                    | Obra orquestal (Orquesta y Coro mixto)                          |
| 1914      | Concierto Sinfónico para Violonchelo y Orquesta                    | Obra Orquestal (Concierto)                                      |
| 1914      | Himno al Liceo Santiago                                            | Obra coral (Himno)                                              |
| 1914      | Patria                                                             | Obra coral                                                      |
| 1914      | A ti                                                               | Obra coral                                                      |
| 1914      | Voz de la Patria                                                   | Obra coral                                                      |
| 1914      | Himno de la Escuela Anexa No. 1                                    | Obra coral                                                      |
| 1914      | Himno al Liceo de Santiago                                         | Obra coral                                                      |
| 1915      | Himno a la Federación de Maestros                                  | Obra coral (Himno)                                              |
| 1915      | Debajo de un limón verde                                           | Obra para canto e instrumento (Canto de dos Sopranos y Piano)   |
| 1915      | El encuentro                                                       | Obra para canto e instrumento (Canto de dos Sopranos y Piano)   |
| 1915      | El amante desgraciado                                              | Obra para canto e instrumento (Soprano y Piano)                 |
| 1915      | Preludio No. 1                                                     | Obra solista (Piano)                                            |
| 1916      | El Árbol de Pascua                                                 | Obra para canto e instrumento (Canto y Piano)                   |
| 1916      | Havdage arnue (Pieza post-futurista)                               | Obra para solista (Piano)                                       |
| 1918      | Primavera                                                          | Obra coral                                                      |
| 1918      | El cepillo de dientes                                              | Obra Didáctica (canción escolar)                                |
| 1918-1922 | 12 tonadas para piano                                              | Obra solista                                                    |
| 1920      | La Voz de las Calles                                               | Poema Sinfónico                                                 |
| 1920      | Trio                                                               | Obra instrumental (Violín, Violonchelo y Piano)                 |
| 1920      | Tempo di Minuetto alia Ravel                                       | Obra solista (Piano)                                            |
| 1920      | Mensajero de Dios                                                  | Obra coral                                                      |
| 1921      | Himno al Patronato de la Infancia                                  | Obra para orquesta y solista (Himno)                            |
| 1922      | Oda a España                                                       | Obra orquestal (Orquesta y Coro mixto)                          |
| 1923      | Himno del Liceo de Ancud                                           | Obra coral (Himno)                                              |
| 1923      | Sé bueno                                                           | Obra coral                                                      |
| 1923      | Estudio No.2                                                       | Obra solista (Piano)                                            |
| 1923      | Tonada "Sin Gracia"                                                | Obra coral                                                      |
| 1925      | Tempo di Minuetto                                                  | Obra solista (Piano)                                            |
| 1925      | Nocturno en Sol de Chopin                                          | Obra para canto e instrumento (Soprano, dos contraltos y piano) |
| 1925      | Novelletta N° 9 de Schumann                                        | Obra para canto e instrumento (Cuatro Voces y Piano)            |
| 1925      | Reverie de Schumann                                                | Obra para canto e instrumento (Canto y Piano)                   |
| 1925      | El surtidor                                                        | Obra para canto e instrumento (Canto y Piano)                   |
| 1925      | A las nubes'"                                                      | Obra para canto e instrumento (Canto y Piano)                   |
| 1925      | Ojitos de pena                                                     | Obra para canto e instrumento (Canto y Piano)                   |
| 1925      | Mientras baja la nieve                                             | Obra para canto e instrumento (Canto y Piano)                   |
| 1925      | Tempo di Vals                                                      | Obra solista (Arpa)                                             |
| 1926      | Ave María en Do                                                    | Obra para canto e instrumento                                   |
| 1926      | Himno a Chiloé                                                     | Obra para canto e instrumento (Voz y Piano)                     |
| 1926      | Sin gracia                                                         | Obra para canto e instrumento (Soprano, Contralto y Piano)      |
| 1928      | Himno Liceo de Constitución                                        | Obra coral                                                      |
| 1928      | Adagio                                                             | Obra solista (Guitarra)                                         |
| 1928      | Miniaturas Griegas                                                 | Obra solista (Piano)                                            |
| 1930      | Preludio y Fuga                                                    | Obra orquestal (Cámara)                                         |
| 1930      | Berceuse en La                                                     | Obra solista (Piano)                                            |
| 1930      | Tonadas N.º 10, 11 y 12, para gran orquesta (transcripción)        | Obra orquestal                                                  |
| 1931      | Trozos infantiles                                                  | Obra didáctica (Instrumental)                                   |
| 1931      | Himno al Liceo de Talca                                            | Obra para canto e instrumento (Voz y Piano)                     |
| 1932      | Pantomima de "El Amor Brujo" de Falla                              | Obra Instrumental (Dos Pianos)                                  |
| 1932      | Cuarteto para Cuerdas                                              | Obra instrumental (Cuarteto de Cuerdas)                         |
| 1932      | Ave María                                                          | Obra coral                                                      |
| 1932      | Los Nenúfares blancos                                              | Obra para canto e instrumento (Canto y Piano)                   |
| 1932      | Estudio No.8                                                       | Obra solista (Piano)                                            |
| 1934      | Himno a la Juventud                                                | Obra coral                                                      |
| 1935      | Serranilla                                                         | Obra coral                                                      |
| 1935      | Fidelidad                                                          | Obra coral                                                      |
| 1935      | Pastoril                                                           | Obra coral                                                      |
| 1935      | Himno del Coro Allende                                             | Obra coral                                                      |
| 1936      | Estudio No.9                                                       | Obra solista (Piano)                                            |
| 1936      | Himno en La                                                        | Obra para canto e instrumento (Voz y Piano)                     |
| 1936      | Himno de Paz                                                       | Obra para canto e instrumento (Voz y Piano)                     |
| 1936      | Pequeña Suite                                                      | Obra para Dos Pianos                                            |
| 1936      | Tonadas N.os 1, 2 y 9, para gran orquesta (Transcripción)          | Obra Orquestal                                                  |
| 1937      | Luna de la Media Noche                                             | Obra para orquesta y solista (Orquesta y Soprano)               |
| 1940      | Concierto Sinfónico para Violín y Orquesta                         | Obra orquestal (Concierto)                                      |
| 1945      | Concierto Sinfónico para Piano y Orquesta                          | Obra orquestal (Concierto)                                      |
| 1945      | En una mañanita                                                    | Obra para orquesta y solista (Orquesta y Soprano)               |
| 1945      | Mi alma                                                            | Obra para orquesta y solista (Orquesta y Soprano)               |
| 1945      | Cuarteto en modo dorio                                             | Obra instrumental (Cuarteto de Cuerdas)                         |
| 1945      | Seis piezas                                                        | Obra para piano a cuatro manos                                  |
| 1947      | Himno de la Escuela 226                                            | Himno                                                           |
| 1947      | Noche                                                              | Obra para orquesta y solista (Orquesta y Soprano)               |
| 1947      | Ave María                                                          | Obra para canto e instrumento (Canto y Piano)                   |
| 1948      | La Cenicienta                                                      | Opereta                                                         |
| 1948      | La aviente                                                         | Obra didáctica (canción 1 voz para niños)                       |
| 1950      | Fuga en Sol menor                                                  | Obra instrumental (Quinteto de Cuerdas)                         |
| 1950      | Estudio en Mi mayor                                                | Obra solista (Piano)                                            |
| 1950      | Cantos para kindergarten                                           | Obra didáctica (Coro)                                           |
| -         | A tu Puerta                                                        | Obra para orquesta y solista (Orquesta y Soprano)               |
| -         | Ave María                                                          | Obra para orquesta y solista (Orquesta y Soprano)               |
| -         | Fidelidad                                                          | Obra para orquesta y solista (Orquesta y Soprano)               |
| -         | Los Nenúfares                                                      | Obra para orquesta y solista (Orquesta y Soprano)               |
| -         | Gavota en La                                                       | Obra instrumental (Violín y Piano)                              |
| -         | Minué en La menor                                                  | Obra instrumental (Violín y Piano)                              |
| -         | Sonata en Re                                                       | Obra solista (Piano)                                            |
| -         | Sonata en Fa                                                       | Obra solista (Piano)                                            |
| -         | Rondó en La menor                                                  | Obra solista (Piano)                                            |
| -         | Polonesa en Si                                                     | Obra solista (Piano)                                            |
| -         | Estudio No.1                                                       | Obra solista (Piano)                                            |
| -         | Estudio No.3                                                       | Obra solista (Piano)                                            |
| -         | Estudio No.4                                                       | Obra solista (Piano)                                            |
| -         | Estudio No.5                                                       | Obra solista (Piano)                                            |
| -         | Estudio No.6                                                       | Obra solista (Piano)                                            |
| -         | "Estudio No.7                                                      | Obra solista (Piano)                                            |
| -         | Dos gavotas, en Mi y Sol                                           | Obra didáctica                                                  |
| -         | Himno a Barros Arana                                               | Obra para coro femenino y Soprano                               |
| -         | Himno del Liceo Antonia Salas de Errázuriz                         | Obra coral                                                      |